# Паскаль, Педро
Хосе́ Пе́дро Бальмасе́да Паска́ль (исп. José Pedro Balmaceda Pascal, род. 2 апреля 1975) — чилийско-американский актёр. Паскаль стал известен благодаря роли Оберина Мартелла в четвёртом сезоне фэнтезийного сериала «Игра престолов» (2014) и Хавьера Пенья в криминальном сериале «Нарко» (2015—2017). С 2019 года он играет главную роль в сериале «Мандалорец», также появился в этой роли в сериале «Книга Бобы Фетта» (2022). С 2023 года он играет Джоэла в драматическом сериале «Одни из нас». Номинант на «Золотой глобус» и «Выбор критиков», трёхкратный номинант на премию «Эмми» и Гильдию киноактёров Америки. В 2023 году журнал Time внёс Паскаля в список 100 самых влиятельных людей в мире.

## Биография
Паскаль родился в Сантьяго, Чили, в семье матери-психолога и отца-врача. У него есть младшая сестра, Люкс Паскаль (род. 1992), транс-женщина, также являющаяся актрисой. По материнской линии приходится родственником Паскалю Альенде, одному из лидеров Левого революционного движения (МИР). Его родители поддерживали Сальвадора Альенде, а также были участниками оппозиционного движения против военной диктатуры Аугусто Пиночета. Вскоре после рождения Паскаля они получили политическое убежище в Дании. Он вырос в округе Ориндж, Калифорния, и Сан-Антонио, Техас. Паскаль изучал актёрское мастерство в Школе искусств округа Ориндж и Школе искусств Тиша.
Паскаль появился в телесериалах, как «Баффи — истребительница вампиров», «Хорошая жена», «Родина», «Менталист», «Закон и порядок: Преступное намерение», «Грейсленд» и других. Он прошёл кастинг на адаптацию телесериала «Чудо-женщина» 2011 года, который в итоге не выпустили в эфир. В апреле 2014 года появился в телесериале «Игра престолов» в роли принца Оберина Мартелла, которая принесла ему всемирную известность.

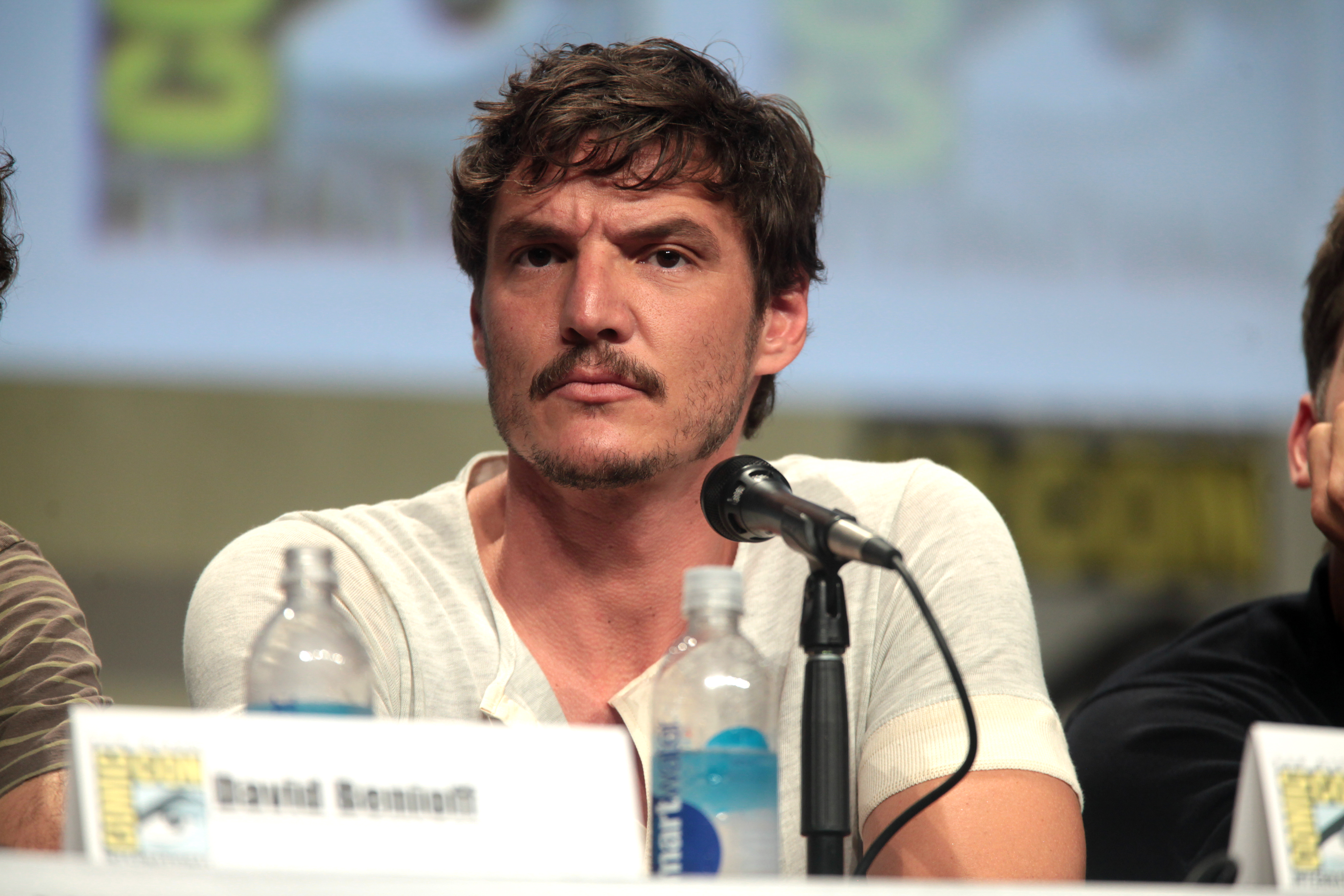
Педро Паскаль на San Diego Comic-Con International 2014

Паскаль получил премии LA Drama Critics Circle Awards и Garland Award за роль в спектакле международного городского театра «Сироты». Он выступал в офф-бродвейском театре, появившись в таких постановках, как Maple and Vine Джордана Харрисона, Beauty of the Father Нило Круса, Based on a Totally True Story Роберто Агирре-Сакаса, Sand Триста Балдвина, Old Comedy Дэвида Гринспэна, Some Men Терренса МакНэлли и Shakespeare in the Park’s. Паскаль — член нью-йоркского клуба LAByrinth Theater Company.
В конце 2019 года вышел первый сезон сериала «Мандалорец», где Педро Паскаль исполнил главную роль Дина Джарина (Мандалорца). При этом на протяжении почти всего экранного времени герой ходит в шлеме, полностью скрывающим лицо, и в некоторых сценах вместо Паскаля роль исполняли его дублёры. Сериал был хорошо принят зрителями и критиками, в конце 2020 года вышел второй сезон сериала, Паскаль вернулся к своей роли.
В феврале 2021 года стало известно, что актёр официально утверждён на роль Джоэла Миллера в телесериале «Одни из нас» от канала HBO, основанном на компьютерной игре 2013 года The Last of Us. В 2022 году Паскаль получил одну из главных ролей вместе с Итаном Хоуком в вестерне Педро Альмодовара «Странный образ жизни».
В мае 2023 года Паскаль был утверждён на роль в фильме «Гладиатор 2», продолжении фильма Ридли Скотта «Гладиатор».

## Личная жизнь
Паскаль никогда не был женат.
Свободно говорит на английском и испанском языках и проживает в Нью-Йорке с 1993 года.
Является защитником прав ЛГБТ. Идентифицирует себя как агностик и прогрессивный либерал.

## Фильмография
| Год       |     | Русское название                       | Оригинальное название                    | Роль                           |
| --------- | --- | -------------------------------------- | ---------------------------------------- | ------------------------------ |
| 1996      | кор | Сжигая мосты                           | Burning Bridges                          | Алекс                          |
| 1996      | кор | Рассматривание витрин                  | Window Shopping                          | Дэвид                          |
| 1999      | с   | Хороший против плохого                 | Good vs. Evil                            | Грегор Нью                     |
| 1999      | с   | В центре города                        | Downtown                                 | голос                          |
| 1999      | с   | Раздетый                               | Undressed                                | Грег                           |
| 1999      | с   | Баффи — истребительница вампиров       | Buffy the Vampire Slayer                 | Эдди                           |
| 2000      | с   | Прикосновение ангела                   | Touched by an Angel                      | Рикки                          |
| 2001      | с   | Полиция Нью-Йорка                      | NYPD Blue                                | Шейн Моррисей                  |
| 2001      | тф  | Земля против паука                     | Earth vs. the Spider                     | парень-гот                     |
| 2005      | ф   | Сёстры                                 | Hermanas                                 | Стив                           |
| 2006      | с   | Закон и порядок: Преступное намерение  | Law & Order: Criminal Intent             | Регги Лакмэн                   |
| 2006      | с   | Без следа                              | Without a Trace                          | Кайл Уилсон                    |
| 2008      | ф   | Я и есть та девушка                    | I Am That Girl                           | Ноа                            |
| 2008      | с   | Закон и порядок                        | Law & Order                              | Тито Кабасса                   |
| 2008      | кор | Ирис                                   | Iris                                     | Билли                          |
| 2009—2011 | с   | Хорошая жена                           | The Good Wife                            | Нейтан Лэндри                  |
| 2010      | с   | Сестра Джеки                           | Nurse Jackie                             | Стив                           |
| 2011      | ф   | Меняющие реальность                    | The Adjustment Bureau                    | Пол Де Санто                   |
| 2011      | ф   | Сладкая маленькая ложь                 | Sweet Little Lies                        | Паулино                        |
| 2011      | ф   | Чёрная метка: Падение Сэма Экса        | Burn Notice: The Fall of Sam Axe         | комендант Веракрус             |
| 2011      | с   | Тушите свет                            | Lights Out                               | Омар Ассариан                  |
| 2011      | с   | Братья и сёстры                        | Brothers & Sisters                       | Зак Уеллисон                   |
| 2011      | с   | Закон и порядок: Специальный корпус    | Law & Order: Special Victims Unit        | Специальный агент Григ         |
| 2011      | с   | Ангелы Чарли                           | Charlie's Angels                         | Фредерик Мерсер                |
| 2011      | с   | Чудо-женщина                           | Wonder Woman                             | Эд Инделикато                  |
| 2011      | тф  | Чёрная метка: Падение Сэма Экса        | Burn Notice: The Fall of Sam Axe         | Команданте Веракруз            |
| 2012      | с   | Следствие по телу                      | Body of Proof                            | Зак Гоффман                    |
| 2012      | с   | C.S.I.: Место преступления             | CSI: Crime Scene Investigation           | Кайл Хартли                    |
| 2013      | с   | Никита                                 | Nikita                                   | Лиам                           |
| 2013      | с   | Красная вдова                          | Red Widow                                | Джей Кастильо                  |
| 2013—2014 | с   | Грейсленд                              | Graceland                                | Хуан Бадильо                   |
| 2013      | с   | Родина                                 | Homeland                                 | Дэвид Портильо                 |
| 2013      | с   | Шестой пистолет                        | The Sixth Gun                            | агент Ортега                   |
| 2014      | с   | Менталист                              | The Mentalist                            | Маркус Пайк                    |
| 2014      | с   | Игра престолов                         | Game of Thrones                          | Оберин Мартелл                 |
| 2015      | ф   | Кровососущие подонки                   | Bloodsucking Bastards                    | Макс                           |
| 2015      | тф  | На виду                                | Exposed                                  | Оскар Кастро Варгас            |
| 2015—2017 | с   | Нарко                                  | Narcos                                   | Хавьер Пенья                   |
| 2015      | ф   | Сладости                               | Sweets                                   | близнец Питер                  |
| 2016      | ф   | Великая стена                          | Great Wall                               | Перо Тобар                     |
| 2017      | ф   | Kingsman: Золотое кольцо               | Kingsman: The Golden Circle              | Виски                          |
| 2018      | ф   | Перспектива                            | Prospect                                 | Эзра                           |
| 2018      | ф   | Великий уравнитель 2                   | The Equalizer 2                          | Дэйв Йорк                      |
| 2018      | ф   | Если Бил-стрит могла бы заговорить     | If Beale Street Could Talk               | Пьетро Альварес                |
| 2019      | ф   | Тройная граница                        | Triple Frontier                          | Франсиско Моралес              |
| 2019—2023 | с   | Мандалорец                             | The Mandalorian                          | Мандалорец / Дин Джарин        |
| 2020      | ф   | Чудо-женщина: 1984                     | Wonder Woman 1984                        | Максвелл Лорд                  |
| 2020      | ф   | Мы можем быть героями                  | We Can Be Heroes                         | Маркус Морено                  |
| 2020      | с   | Домашний фильм: Принцесса-невеста      | Home Movie: The Princess Bride           | Иниго Монтойя                  |
| 2021      | с   | Звонки                                 | Calls                                    | Педро                          |
| 2021      | с   | Новый смысл: Борьба за свободу в США   | Amend: The Fight for America             | играет сам себя                |
| 2021      | с   | Удивительные животные                  | Animal                                   | играет сам себя/расcказчик     |
| 2022      | с   | Книга Бобы Фетта                       | The Book of Boba Fett                    | Мандалорец / Дин Джарин        |
| 2022      | ф   | Невыносимая тяжесть огромного таланта  | The Unbearable Weight of Massive Talent  | Хави                           |
| 2022      | ф   | Пузырь                                 | The Bubble                               | Дитер Браво                    |
| 2022      | кор | Дом с птицей                           | House Comes with a Bird                  | Нико                           |
| 2022      | с   | Патагония: Жизнь на краю света         | Patagonia: Life on the Edge of the World | рассказчик                     |
| 2023—2025 | с   | Одни из нас                            | The Last of Us                           | Джоэл Миллер                   |
| 2023      | кор | Странный образ жизни                   | Strange Way of Life                      | Сильва                         |
| 2023      | с   | Saturday Night Live                    | Saturday Night Live                      | играет сам себя (ведущий)      |
| 2023      | мс  | Мой питомец — псих                     | HouseBroken                              | Клод                           |
| 2024      | ф   | Странные сказки                        | Freaky Tales                             | Клинт                          |
| 2024      | ф   | Красотки в бегах                       | Drive-Away Dolls                         | Сантос                         |
| 2024      | ф   | Незваные                               | The Uninvited                            | Люсьен Флорес                  |
| 2024      | мф  | Дикий робот                            | The Wild Robot                           | Финк                           |
| 2024      | ф   | Гладиатор 2                            | Gladiator 2                              | Марк Акаций                    |
| 2025      | ф   | Фантастическая четвёрка: Первые шаги   | The Fantastic Four: First Steps          | Рид Ричардс / Мистер Фантастик |
| 2025      | ф   | Тропико                                | Tropico                                  | Марк                           |
| 2025      | ф   | Материалистка                          | Materialists                             | Гарри Кастильо                 |
| 2025      | ф   | Эддингтон                              | Eddington                                | Тед Гарсия                     |
| 2026      | ф   | Мандалорец и Грогу                     | The Mandalorian and Grogu                | Мандалорец / Дин Джарин        |
| 2026      | ф   | Мстители: Судный день                  | Avengers: Doomsday                       | Рид Ричардс / Мистер Фантастик |
| 2027      | ф   | Мстители: Секретные войны              | Avengers: Secret Wars                    | Рид Ричардс / Мистер Фантастик |
|           | с   | Суд по делу об убийстве моего дантиста | My Dentist's Murder Trial                | TBA                            |